# Vincenc Vogarelli
Vincenc Vogarelli (~1535, Bormio – 1600, České Budějovice) byl českobudějovický stavitel italského původu působící v českých zemích. Poté, co se usadil v Českých Budějovicích a dokončil stavbu Černé věže, působil i jako poštmistr a hospodský.

## Podoby jména
Různé (především dobové) zdroje uvádějí různé zápisy jména, například: Vicenz de Vograllis, Vicenc de Vogarellis, Vicenz Vogural, Vincenc Vogarell, Fuggrol, Fogaral, Vicenz Walch, Vincenc Wurmser, Wiczentz Burmczar, Vincenc Vogarel.

## Stavitelství
Snad v 60. letech 16. století se přesunul do Českých Budějovic. Po staviteli Lorencovi převzal stavbu Černé věže. Ta neprobíhala kontinuálně, takže přijímal další zakázky v okolí: Několikrát na zámku Hluboká, dále ve Strakonicích, Vodňanech, Nových Hradech, Týně nad Vltavou a Hamru. Měl i zakázky v Budějovicích, ale pro spojení konkrétních budov s jeho jménem nejsou doklady. Stavbu Černé věže dokončil v roce 1577.

### Dílo
Vogarelliův podíl je písemně doložen jen u nejvýznamnějších staveb. Stavitel ale přijímal i menší a drobné zakázky a to i na venkově. K takovým většinou chybějí písemné doklady. Útržky informací se dochovaly především u těch staveb, které nebyly zadavatelem uhrazeny a dochovaly se záznamy o urgencích těchto úhrad.
- 1577 – Černá věž (České Budějovice); dostavba[1]
- 1577 – dvůr Vondrov (stavební úpravy v hodnotě 21 kop míšeňských a 4 strychy žita)[2]
- 1578–1579 – neupřesněné dostavby související se zámkem v Komařicích v hodnotě 40 míšeňských[2]
- 1580 – Janův statek v Čejkovicích (neupřesněné práce v hodnotě 20 kop míšeňských)
- 1851 – kostel Nejsvětější Trojice (Hamr)
- 1583 – kostel svaté Markéty (Strakonice)[4]
- 1584 – kostel Narození Panny Marie (Vodňany);[5] přístavba severní lodi s kruchtou a předsíní
- 1593 – Solnice (Týn nad Vltavou)
- 1599 – Ambrožův grunt v Kolném (nezjištěné práce)[2]

Spekulativně lze Vogarellimu přisuzovat také stavbu zámečku Lustenek.

## Osobní život a poštovní úřad
V listopadu 1565 je doložena koupě domu v Plachého ulici. Byl dvakrát ženatý, měl několik synů. 1574 získal sňatkem s první ženou Zuzanou Affunddahinovou dům na náměstí. Kolem roku 1580, snad 1576, získal sňatkem s druhou ženou Magdalénou dvůr po Jírovi před Pražskou branou, na nějž bylo vázáno vedení poštovního úřadu a hostinec. Zemřel jako zámožný měšťan, funkci poštmistra poté převzal syn Kryštof. Další ze synů – Antonín - je zmiňován 1598 v souvislosti s koupí domu proti Černé věži (dnes na této parcele stojí Kristinusův dům, Hroznová 65/1).